# العلاقات الكوبية المنغولية
العلاقات الكوبية المنغولية هي العلاقات الثنائية التي تجمع بين كوبا ومنغوليا.

## مقارنة بين البلدين
هذه مقارنة عامة ومرجعية للدولتين:
| وجه المقارنة                                              | كوبا                              | منغوليا         |
| --------------------------------------------------------- | --------------------------------- | --------------- |
| المساحة (كم2)                                             | 109.88 ألف                        | 1.57 مليون      |
| عدد السكان (نسمة)                                         | 11.48 مليون                       | 3.08 مليون      |
| الكثافة السكانية (ن./كم²)                                 | 104.48                            | 1.96            |
| العاصمة                                                   | هافانا                            | أولان باتور     |
| اللغة الرسمية                                             | اللغة الإسبانية                   | اللغة المنغولية |
| العملة                                                    | بيزو كوبي، بيزو كوبي قابل للتحويل | توغروغ منغولي   |
| الناتج المحلي الإجمالي (بليون دولار)                      | 87.13 مليار                       | 11.49 مليار     |
| الناتج المحلي الإجمالي (تعادل القوة الشرائية) بليون دولار |                                   | 36.16 مليار     |
| الناتج المحلي الإجمالي الاسمي للفرد دولار أمريكي          |                                   | 3.97 ألف        |
| الناتج المحلي الإجمالي للفرد دولار أمريكي                 |                                   | 11.95 ألف       |
| مؤشر التنمية البشرية                                      | 0.769                             | 0.727           |
| رمز المكالمات الدولي                                      | +53                               | +976            |
| رمز الإنترنت                                              | .cu                               | .mn             |
| المنطقة الزمنية                                           | 00                                | ت ع م+08:00     |

## منظمات دولية مشتركة
يشترك البلدان في عضوية مجموعة من المنظمات الدولية، منها:
| علم المنظمة | اسم المنظمة                   | تاريخ انضمام كوبا | تاريخ انضمام منغوليا |
| ----------- | ----------------------------- | ----------------- | -------------------- |
|             | منظمة التجارة العالمية        | ?                 | ?                    |
|             | الاتحاد الدولي للاتصالات      | 16 يناير 1918     | 27 أغسطس 1964        |
|             | منظمة حظر الأسلحة الكيميائية  | ?                 | ?                    |
|             | يونسكو                        | 29 أغسطس 1947     | 1 نوفمبر 1962        |
|             | الأمم المتحدة                 | 24 أكتوبر 1945    | 27 أكتوبر 1961       |
|             | الاتحاد البريدي العالمي       | ?                 | ?                    |
|             | منظمة الشرطة الجنائية الدولية | ?                 | ?                    |
|             | مجلس التعاون الاقتصادي        | 1972              | 6 يوليو 1962         |

## وصلات خارجية
- موقع وزارة الخارجية الكوبية
- موقع وزارة الخارجية المنغولية